# 民谣吉他

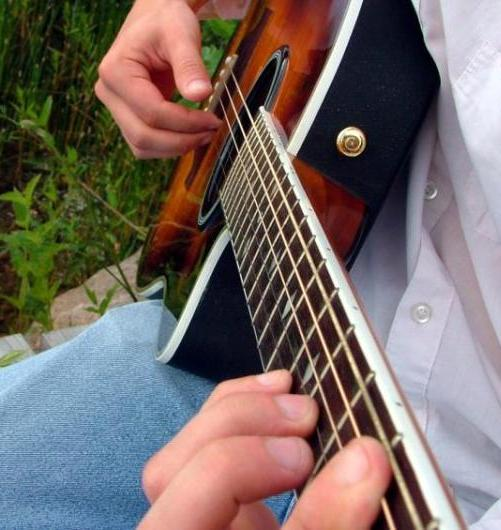
不用拨片弹民谣吉他 (指弹).

民谣吉他 (Steel-string acoustic guitar) 是一种现代形式的吉他，由古典吉他衍生而来。但是使用钢弦，可以发出更响亮的声音。在欧美，它通常被称为Acoustic Guitar（原聲吉他），虽然使用尼龙弦的古典吉他有时候也被叫做Acoustic Guitar。
最常见的类型通常被称为“平板吉他”，以区别于经典系列空心拱顶吉他和其他。 
为吉他设计的标准调弦是EADGBE（从低到高）。但是很多吉他手，尤其是指弹者使用备用的调音（变格定弦），如“ 开G”（DGDGBD），”开D“（DADF♯-AD）”，或“降D”（DADGBE）。

## 结构
在民谣吉他的制造和用材上有很多的种类。木材和各种材料的不同组合（例如，如何支撑顶部） 影响着吉他的音色和”音调“。许多吉他手和制琴师都认为制造精良的吉他年代越久音质越好。

### 形狀
民谣吉他通常有好几种不同的形状。一般地，可以认为吉他的共鸣箱由两个在腰部（面板最窄的靠近音孔的部分）相连的腔体组成： ”upper bouts“ （靠近音品的一半）和 ”lower bouts“（靠近琴马的一半） （”bout“指乐器的圆弧部分）。这两部分的比例和整体尺寸有助于确定整体音调的平衡和特定的吉他风格所造就的不同的”独特声音“ 。一般来说，民谣吉他共鸣箱越大，声音越响
- "00", "Double-Oh" 或者 "Grand Concert"，一种主要的吉他造型，这种造型直接脱胎于古典吉他。它在主要样式中有着最薄的共鸣箱和最小的整体尺寸，这让吉他手能够很舒适的弹奏，不过缺点是声音很小，这种吉他适合体型较小的吉他手。这种吉他通常被昵称为”客厅钢弦“，因为他们非常适合较小的房间。 马丁的00-xxx 系列和Taylor的GC系列是常见的例子。
- "Auditorium" ，有时被称作 "000" 或者 "Triple-Oh", 与 the Grand Concert的设计极其相似，但是略微宽和深。许多000吉他也有凸背面板来增加共鸣箱的空间体积而不是让箱体在边缘加深，这会影响舒适性和可弹性。结果是吉他拥有很平衡的音色，能与00型相媲美但是能够发出更加响亮的声音，更大的动态范围，也拥有略多的 low-end， 却没有牺牲古典吉他优良的人体工程学设计。这使得这种吉他非常流行。 例如Eric Clapton的签名马丁吉他就是这种风格，马丁的 000-xxx 也是Auditorium众所周知的一个系列。
- Dreadnought（无畏）, 可以说是最常见的民谣吉他风格，采用更深的共鸣箱，但是比起其他大多数样式却有一个较小的和较不明显的Upper Bout。（腰部和颈部之间的共鸣箱的面积），这让吉他看起来有点像楔形。因此它以当时的一种军舰（无畏舰）命名。这种风格由马丁吉他设计并首推。[1] 来制造比“古典”吉他更深沉的声音。小型的琴体让它更广地流行，而且被几乎所有民谣制琴师复刻。 Martin的D系列，如D-28是无畏型典型的例子。
- "Jumbo"比大的Auditorium更大，但是比例相似，设计得声音更低沉，与无畏相似 （琴身是Gibson为了跟无畏竞争而专门设计的[1]）。，最大共振有着更大的音量和持久时间。但是是以超大的琴身和超深的共鸣箱作为代价的，这使得吉他手难以弹奏。这种风格的著名代表是Gibson J-200。如同无畏型一样，这种吉他同样被不同的吉他厂商复刻了不止一种。

### 木材音色
传统上，民谣吉他的音色是各种“木材音色”的组合。制造吉他中使用的拥有令人高兴谐振品质的木材，最常见的是云杉，而最抢手的，是制作吉他面板的木材。一个特定的吉他的背板和侧板通常是由相同的木材制造的。巴西或东印度玫瑰木和洪都拉斯红木是传统的选择，但是，枫树以一定的方式被切断时也很珍贵（如“火焰”和“棉被”）。日益普及的一种常见的非传统木材：沙比利，与红木音色相似，但稍浅的颜色和深刻的晶粒结构，具有视觉上的吸引力。
由于优质品质传统吉他木材的供应减少和价格上涨，很多厂商已经开始尝试与原来木材相似或更常用的标准物种变化来替代。例如雪松用来替代椴木制作背板和侧板。入门级吉他，尤其是在东亚，经常使用苏木，它与红木音色相似，但价格低廉。有些也已开始使用非木质材料，如塑料或石墨。碳纤维和酚醛复合材料已成为可取的琴颈，和至少一个高端制琴（复合声学）产生的所有碳纤维的吉他的线，在不断变化的气候条件下高稳定性显得异常珍贵，因为木板会膨胀和收缩。

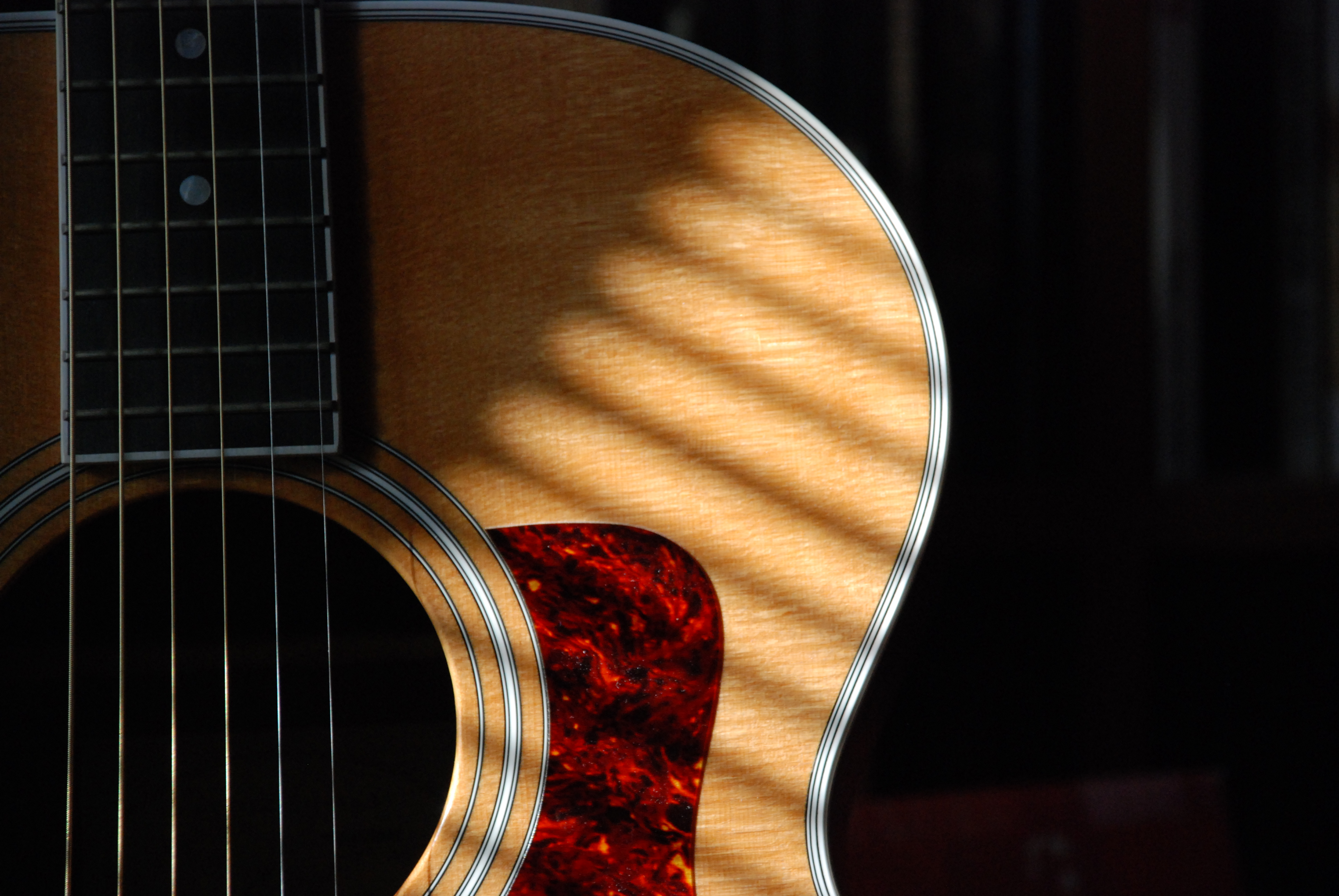
Taylor牌民谣吉他

### 结构
民谣吉他从尼龙或羊肠弦的古典吉他演变而来，由于钢弦张力较大，首先需要一个更加重的琴身。还有一个创新是在琴颈上增加弦钮来增强紧固度和调节松紧度。通常情况下，民谣吉他比标准的古典吉他的共鸣箱大。而在共鸣箱里粘连着面板和背板的支撑块对音色的影响也同样重要。 民谣吉他与古典吉他使用的支撑系统不同，通常使用X形支撑而不是扇形支撑。（另一种更简单的系统，称为梯形支撑，支撑横跨吉他的共鸣箱而不是竖直跨过，这种支撑在所有Flat-top吉他上使用） 支撑设计的创新已经出现，特别是英国制琴师罗杰巴克纳尔开发的A形支撑。
大多数制琴师和经验丰富的吉他手都认为，一个良好的坚实的面板（而不是夹层或胶合板）在吉他的音色中是最重要的因素。好的背板和侧板也对形成良好音色有助。虽然常见于中级吉他（1000 - 5000元）的合板制侧板和背板作为替代品亦可接受。
从20世纪60年代到80年代，Ovation吉他公司的“目前最重要的吉他的设计和制造中的发展”计划 引入了一个复合的“弯背”碗，取代了传统的吉他方形的背部和两侧，因为其工程设计，Ovation吉他可以被放大，而不会产生一直困扰以前的吉他的讨厌反馈。 ，Ovation还首创了电子装置，如拾音器和电子调谐器。
有关吉他的结构上更多的细节，请参阅吉他条目

## 扩音
民谣吉他可以用以下设备扩音:
- 话筒,可能被夹到吉他上;
- 可拆卸 拾音器, 往往跨越音孔，并与电吉他使用了相同的磁原理; 或者
- 传感器 于琴身内置.

最后一种吉他类型通常被称为“电木”吉他，因为它既可以不插电成为木吉他，又可以插电变成电吉他。最常见的种类是夹持拾音器。因为震动时，拾音器中的石英会产生细微电流，所以这种拾音器一般放在琴马位置。
一些厂家也有生产专门的民谣吉他放大器，其目的是为了不失真和全范围的再现民谣吉他的音色。

## 音乐和吉他手
直到20世纪60年代，平板民谣吉他演奏的音乐的主要形式保持相对稳定，并包含蓝调，乡村音乐，蓝草音乐，民谣，和几个摇滚流派。
在音乐会上用民谣吉他独奏的概念在六十年代初由Davey Graham和John Fahey这样的音乐家推广。他们使用乡村蓝调指弹技巧作曲，曲中往往含有欧洲古典音乐的成分。 与Fahey同时，Robbie Basho添加了印度音乐的成分。.
由于大师们的青睐，民谣吉他在拨片弹奏界同样举足轻重。制琴师一直在尝试为这些吉他大师重新设计木吉他。这些民谣吉他在构造和音色上都更像古典吉他。有些制琴师越来越多地将注意力集中于指弹者的需求，并已经开发出独特的演奏这种风格的吉他。
许多制琴师试图重现“黄金时代”的马丁吉他. 今天，不少制琴师的灵感来源于旧马丁，尤其是二战前的。 由于复古马丁价格继续成倍上涨，高档吉他爱好者纷纷要求复刻，这使得大量制琴师朝此方面努力以填补市场空白。

## 备注
1. 1 2  Sweetwater Music - Acoustic Guitar Buying Guide 的存檔，存档日期2013-04-07.
2. 1 2  Denyer, Ralph. . . Special contributors Isaac Guillory and Alastair  M.  Crawford; Robert Fripp (foreword) Fully revised and updated. London and Syndey: Pan Books. 1992: 48. ISBN 0-330-32750-X.
3. ↑  Anonymous, Music Trades. . The Music Trades. The Guitar Market. 1 October 2004  [1 May 2012]. (subscription required). （原始内容存档于2013-10-11）.
4. ↑  Carter, Walter. Eiche, Jon , 编. . Musical Instruments Series first. Milwaukee, Wisconsin: Hal Leonard Corporation. 1996: 1–128. ISBN 978-0-7935-5876-6. ISBN 0-7935-5876-X (softcover); ISBN 0-7935-5948-0 (hardcover); HL00330187.
5. ↑  Cruice, Valerie. . The New York Times. December 8, 1996.
6. ↑  Marks, Brenda. . Waterbury Republican-American (New Hartford, Conn.: Knight Ridder/Tribune Business News). 30–31 May 1999  [24 April 2012]. (subscription required). （原始内容存档于2016-02-23）.